# 쿠안도 예가 엘 아모르
《쿠안도 예가 엘 아모르》(스페인어: Cuando llega el amor)은 1990년 방영된 멕시코의 텔레노벨라이다.